# Kitimat River
Der Kitimat River ist ein Fluss im Regional District of Kitimat-Stikine im Westen der kanadischen Provinz British Columbia. Der Kitimat River hat eine Länge von etwa 80 km. Er entwässert ein Areal von 2054 km².

## Flusslauf
Der Kitimat River entspringt am Nordhang des Atna Peak in den Kitimat Ranges. Er fließt von dort anfangs in nordnordwestlicher Richtung, macht dann einen Bogen nach Westen und erreicht das tiefgelegene breite Tal, welches Kitimat und Terrace verbindet. Der British Columbia Highway 37 (Terrace-Kitimat Highway) überquert den Fluss an dieser Stelle und verläuft entlang dem Unterlauf des Kitimat River in südlicher Richtung. Etwa 6 km nördlich von Kitimat befindet sich am Ostufer des Flusses der 57 ha große Kitimat River Provincial Park. Kurz vor Kitimat mündet der Hirsch Creek von links in den Fluss. Der Kitimat River passiert schließlich noch die Kleinstadt Kitimat und mündet dann in den Kitimat Arm, eine Nebenbucht des Douglas Channel. Westlich der Flussmündung befindet sich eine Aluminiumhütte von Rio Tinto Alcan.
Der mittlere Abfluss beträgt 131 m³/s. Die höchsten monatlichen Abflüsse treten zwischen Mai und Juli auf.